# 洗面

洗面する男性

洗面（せんめん）とは、顔を水や湯、石けんや洗顔料などを使って洗うことをいう。起床したあとや、入浴の際にする人が多いと思われる。

## 歴史
道元が著わした『正法眼蔵』（1231-1253年）に第50巻「洗面」があり、日本では鎌倉時代以降に洗面の習慣が僧から広まったと推定できる。
道元は、こう書いている。「インドや中国では皆が洗面をするが、歯磨きをしない。日本では皆が歯磨きをするが、洗面をしない。」
天竺國、震旦國者、國王王子、大臣百官、在家出家、朝野男女、百姓萬民、みな洗面す。家宅の調度にも面桶あり、あるいは銀、あるいは鑞なり。天祠神廟にも、毎朝に洗面を供ず。佛祖の搭頭にも洗面をたてまつる。（中略）いまは農夫田夫、漁樵翁までも洗面わするることなし、しかあれども嚼楊枝なし。日本國は、國王大臣、老少朝野、在家出家の貴賤、ともに嚼楊枝、漱口の法をわすれず、しかあれども洗面せず。一得一失なり。いま洗面、嚼楊枝、ともに護持せん、（後略）—道元、延應元年己亥十月二十三日在雍州觀音導利興聖寶林寺示衆、「洗面」巻末、『正法眼蔵』第50巻
道元は、洗面の習慣がインドから中国に伝わったと述べている。
洗面は西天竺國よりつたはれて、東震旦國に流布せり。—道元、「洗面」『正法眼蔵』第50巻
道元は、洗面の方法についても詳しく記し、耳の裏と瞼の裏も洗えと述べている。
つぎにまさしく洗面す。兩手に面桶の湯を掬して、額より兩眉毛、兩目、鼻孔、耳中、顱頬、あまねくあらふ。まづよくよく湯をすくひかけて、しかうしてのち摩沐すべし。涕唾鼻涕を面桶の湯におとしいるることなかれ。かくのごとくあらふとき、湯を無度につひやして、面桶のほかにもらしおとしちらして、はやくうしなふことなかれ。あかおち、あぶらのぞこほりぬるまであらふなり。耳裏あらふべし、著水不得なるがゆゑに。眼裏あらふべし、著沙不得なるがゆゑに。あるいは頭髪頂までもあらふ、すなはち威儀なり。洗面をはりて、面桶の湯をすててのちも、三彈指すべし。—道元、「洗面」『正法眼蔵』第50巻

## 洗面所

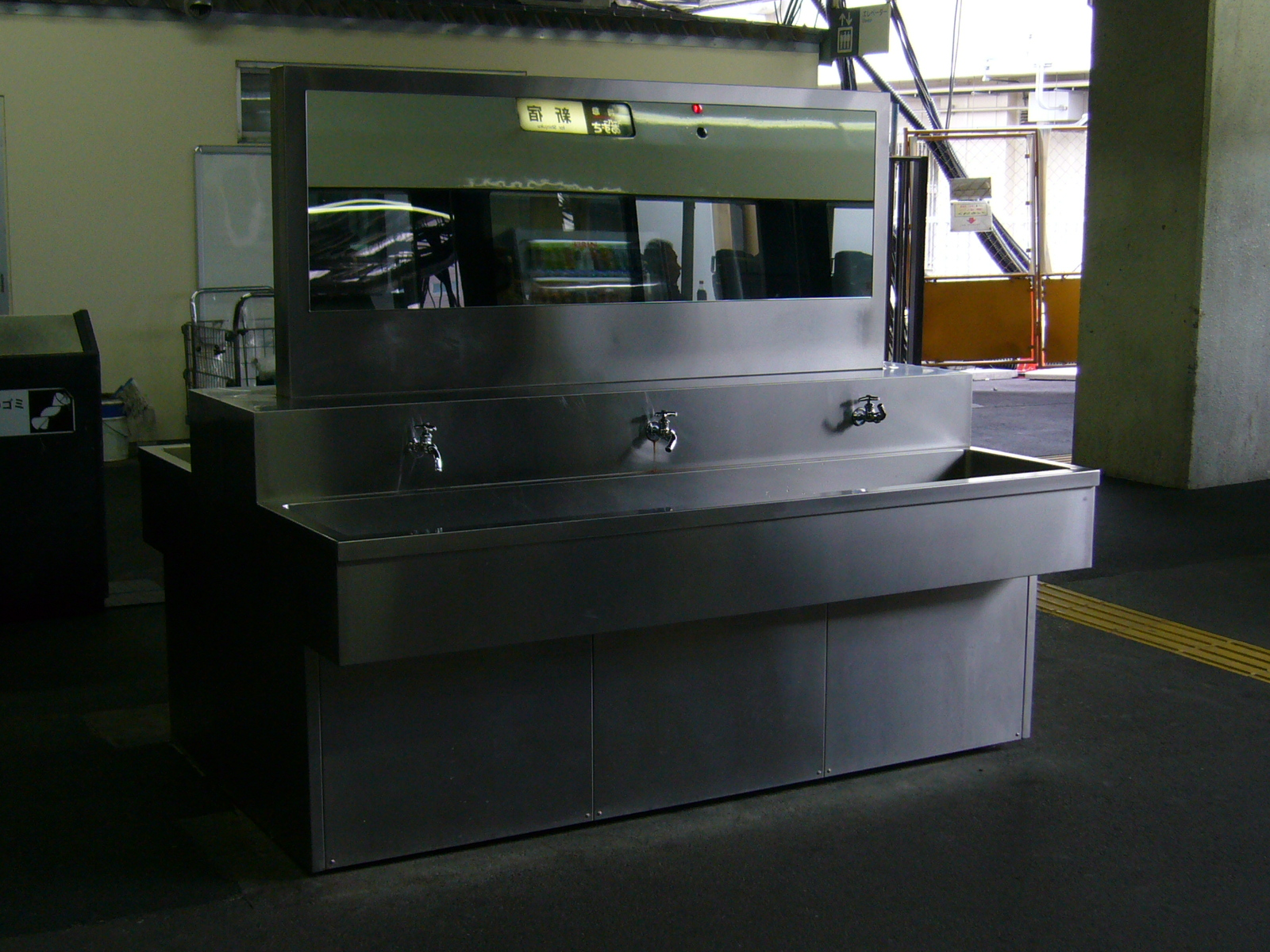
駅ホームの洗面所（松本駅）

洗面を行う場所を洗面所という。ただし、住宅や旅館以外の洗面所はトイレのことを指す場合が多い。
かつては、大きな駅のプラットホームには洗面所がつきものであった。蒸気機関車の煤煙を洗い落とす必要があったからである。